# Amata annetta
Amata annetta är en fjärilsart som beskrevs av Butler 1876. Amata annetta ingår i släktet Amata och familjen björnspinnare. Inga underarter finns listade i Catalogue of Life.